# Aritranis regalis
Aritranis regalis là một loài tò vò trong họ Ichneumonidae.